# Ausztrália a 2013-as úszó-világbajnokságon
Ausztrália 83 sportolóval vett részt a 2013-as úszó-világbajnokságon, akik mind az összes nagy sportágban indultak.

## Érmesek
| Érem      | Versenyző | Versenyszám | Versenyszám                        | Dátum        |
| --------- | --- | ----------- | ---------------------------------- | ------------ |
| Aranyérem | Christian Sprenger | Úszás       | Férfi 100 méteres mellúszás        | július 29.   |
| Aranyérem | James Magnussen | Úszás       | Férfi 100 méteres gyorsúszás       | augusztus 1. |
| Aranyérem | Cate Campbell | Úszás       | Női 100 méteres gyorsúszás         | augusztus 2. |
| Ezüstérem | Cate Campbell Bronte Campbell Brittany Elmslie* Emma McKeon Alicia Coutts Emily Seebohm* | Úszás       | Női 4 × 100 méteres gyorsváltó     | július 28.   |
| Ezüstérem | Alicia Coutts | Úszás       | Női 100 méteres pillangóúszás      | július 29.   |
| Ezüstérem | Alicia Coutts | Úszás       | Női 200 méteres vegyesúszás        | július 29.   |
| Ezüstérem | Emily Seebohm | Úszás       | Női 100 méteres hátúszás           | július 30.   |
| Ezüstérem | Christian Sprenger | Úszás       | Férfi 50 méteres mellúszás         | július 31.   |
| Ezüstérem | Bronte Barratt Alicia Coutts Brittany Elmslie Kylie Palmer Ami Matsuo* Emma McKeon* | Úszás       | Női 4 × 200 méteres gyorsváltó     | augusztus 1. |
| Ezüstérem | Ausztrál női vízilabda-válogatott Lea Barta Jayde Appel Hannah Buckling Holly Lincoln-Smith Isobel Bishop Bronwen Knox Rowena Webster Glencora Ralph Zoe Arancini Ashleigh Southern Keesja Gofers Nicola Zagame Kelsey Wakefield | Vízilabda   | Női                                | augusztus 2. |
| Ezüstérem | Belinda Hocking | Úszás       | Női 200 méteres hátúszás           | augusztus 3. |
| Ezüstérem | Cate Campbell | Úszás       | Női 50 méteres gyorsúszás          | augusztus 4. |
| Ezüstérem | Tommaso D’Orsogna Ashley Delaney James Magnussen Cameron McEvoy* Christian Sprenger Kenneth To* | Úszás       | Férfi 4 × 100 méteres vegyes váltó | augusztus 4. |
| Ezüstérem | Cate Campbell Alicia Coutts Sally Foster Emma McKeon* Samantha Marshall* Emily Seebohm | Úszás       | Női 4 × 100 méteres vegyes váltó   | augusztus 4. |

## Műugrás
Férfi
| Versenyző | Verseny           | Selejtező | Selejtező | Elődöntő | Elődöntő | Döntő  | Döntő    |
| Versenyző | Verseny           | Pont      | Helyezés  | Pont     | Helyezés | Pont   | Helyezés |
| --------- | ----------------- | --------- | --------- | -------- | -------- | ------ | -------- |
| Grant Nel | 3 méteres műugrás | 416.40    | 10 Q      | 440.05   | 6 Q      | 420.75 | 11       |

Női
| Versenyző(k)                      | Verseny                  | Selejtező | Selejtező | Elődöntő | Elődöntő | Döntő             | Döntő             |
| Versenyző(k)                      | Verseny                  | Pont      | Helyezés  | Pont     | Helyezés | Pont              | Helyezés          |
| --------------------------------- | ------------------------ | --------- | --------- | -------- | -------- | ----------------- | ----------------- |
| Brittany Broben                   | 1 méteres műugrás        | 239.20    | 11 Q      |          |          | 241.85            | 10                |
| Brittany Broben                   | 10 méteres toronyugrás   | 285.65    | 17 Q      | 287.30   | 16       | Nem jutott tovább | Nem jutott tovább |
| Maddison Keeney                   | 1 méteres műugrás        | 225.50    | 18        |          |          | Nem jutott tovább | Nem jutott tovább |
| Jaele Patrick                     | 3 méteres műugrás        | 291.60    | 10 Q      | 276.50   | 15       | Nem jutott tovább | Nem jutott tovább |
| Anabelle Smith                    | 3 méteres műugrás        | 306.75    | 6 Q       | 311.20   | 7 Q      | 320.25            | 9                 |
| Sherilyse Gowlett Maddison Keeney | 3 méteres szinkronugrás  | 284.07    | 4 Q       |          |          | 279.03            | 8                 |
| Emily Boyd Lara Tarvit            | 10 méteres szinkronugrás | 295.92    | 7 Q       |          |          | 309.78            | 4                 |

## Hosszútávúszás
Férfi
| Versenyző      | Verseny | Idő       | Helyezés |
| -------------- | ------- | --------- | -------- |
| Simon Huitenga | 10 km   | 1:49:29.7 | 12       |
| Rhys Mainstone | 5 km    | 53:44.4   | 19       |
| Rhys Mainstone | 10 km   | 1:49:30.4 | 13       |
| Rhys Mainstone | 25 km   | 4:51:08.2 | 19       |
| Jarrod Poort   | 5 km    | 53:34.3   | 5        |

Női
| Versenyző            | Verseny | Idő       | Helyezés |
| -------------------- | ------- | --------- | -------- |
| Danielle DeFrancesco | 5 km    | 56:48.2   | 11       |
| Melissa Gorman       | 10 km   | 1:58:30.9 | 20       |
| Chelsea Gubecka      | 10 km   | 1:59:16.3 | 30       |
| Bonnie MacDonald     | 5 km    | 57:01.3   | 14       |

Csapat
| Versenyző                                  | Verseny | Idő     | Helyezés |
| ------------------------------------------ | ------- | ------- | -------- |
| Simon Huitenga Jarrod Poort Melissa Gorman | Csapat  | 54:16.1 | 4        |

## Úszás
Férfi
| Versenyző(k)                                                                                    | Verseny                      | Selejtező | Selejtező | Elődöntő          | Elődöntő          | Döntő             | Döntő             |
| Versenyző(k)                                                                                    | Verseny                      | Idő       | Helyezés  | Idő               | Helyezés          | Idő               | Helyezés          |
| ----------------------------------------------------------------------------------------------- | ---------------------------- | --------- | --------- | ----------------- | ----------------- | ----------------- | ----------------- |
| Matthew Abood                                                                                   | 50 méteres gyorsúszás        | 21.84     | 4 Q       | 21.91             | 11                | Nem jutott tovább | Nem jutott tovább |
| Ashley Delaney                                                                                  | 50 méteres hátúszás          | 25.36     | 13 Q      | 25.21             | 12                | Nem jutott tovább | Nem jutott tovább |
| Ashley Delaney                                                                                  | 100 méteres hátúszás         | 53.60     | 1 Q       | 53.74             | 7 Q               | 53.55             | 6                 |
| Tommaso D’Orsogna                                                                               | 100 méteres pillangóúszás    | 52.82     | 19        | Nem jutott tovább | Nem jutott tovább | Nem jutott tovább | Nem jutott tovább |
| Thomas Fraser-Holmes                                                                            | 200 méteres gyorsúszás       | 1:48.05   | 12 Q      | 1:47.21           | 7 Q               | 1:47.11           | 8                 |
| Thomas Fraser-Holmes                                                                            | 400 méteres vegyesúszás      | 4:14.52   | 7 Q       |                   |                   | 4:17.46           | 8                 |
| Jordan Harrison                                                                                 | 400 méteres gyorsúszás       | 3:46.85   | 3 Q       |                   |                   | 3:48.40           | =6                |
| Jordan Harrison                                                                                 | 800 méteres gyorsúszás       | 7:52.55   | 8 Q       |                   |                   | 7:47.38           | 5                 |
| Jordan Harrison                                                                                 | 1500 méteres gyorsúszás      | 14:58.62  | 6 Q       |                   |                   | 15:00.44          | 6                 |
| Grant Irvine                                                                                    | 200 méteres pillangóúszás    | 1:57.18   | 12 Q      | 1:56.95           | 14                | Nem jutott tovább | Nem jutott tovább |
| Mitch Larkin                                                                                    | 200 méteres hátúszás         | 1:59.34   | 17        | Nem jutott tovább | Nem jutott tovább | Nem jutott tovább | Nem jutott tovább |
| Matson Lawson                                                                                   | 200 méteres hátúszás         | 1:57.48   | 6 Q       | 1:57.55           | 10                | Nem jutott tovább | Nem jutott tovább |
| James Magnussen                                                                                 | 50 méteres gyorsúszás        | 22.04     | =11 Q     | 21.79             | 9                 | Nem jutott tovább | Nem jutott tovább |
| James Magnussen                                                                                 | 100 méteres gyorsúszás       | 47.71     | 1 Q       | 48.20             | =4 Q              | 47.71             | Aranyérem         |
| Cameron McEvoy                                                                                  | 100 méteres gyorsúszás       | 48.59     | 6 Q       | 48.43             | 7 Q               | 47.88             | 4                 |
| Cameron McEvoy                                                                                  | 200 méteres gyorsúszás       | 1:47.34   | 5 Q       | 1:47.31           | =8* Q             | 1:46.63           | 7                 |
| David McKeon                                                                                    | 400 méteres gyorsúszás       | 3:49.51   | 12        |                   |                   | Nem jutott tovább | Nem jutott tovább |
| Brenton Rickard                                                                                 | 50 méteres mellúszás         | 27.66     | 20        | Nem jutott tovább | Nem jutott tovább | Nem jutott tovább | Nem jutott tovább |
| Brenton Rickard                                                                                 | 100 méteres mellúszás        | 1:00.52   | 17        | Nem jutott tovább | Nem jutott tovább | Nem jutott tovább | Nem jutott tovább |
| Christian Sprenger                                                                              | 50 méteres mellúszás         | 27.30     | 4 Q       | 27.10             | 4 Q               | 26.78 OC          | Ezüstérem         |
| Christian Sprenger                                                                              | 100 méteres mellúszás        | 59.53     | 1 Q       | 59.23             | 1 Q               | 58.79             | Aranyérem         |
| Matt Targett                                                                                    | 50 méteres pillangóúszás     | 23.36     | 9 Q       | 23.39             | 13                | Nem jutott tovább | Nem jutott tovább |
| Kenneth To                                                                                      | 200 méteres vegyesúszás      | 1:59.21   | 11 Q      | 1:59.54           | 13                | Nem jutott tovább | Nem jutott tovább |
| Daniel Tranter                                                                                  | 200 méteres vegyesúszás      | 1:58.76   | =8 Q      | 1:58.10           | 7 Q               | 1:57.88           | 6                 |
| Chris Wright                                                                                    | 50 méteres pillangóúszás     | 24.01     | 28        | Nem jutott tovább | Nem jutott tovább | Nem jutott tovább | Nem jutott tovább |
| Chris Wright                                                                                    | 100 méteres pillangóúszás    | 52.83     | 20        | Nem jutott tovább | Nem jutott tovább | Nem jutott tovább | Nem jutott tovább |
| Tommaso D’Orsogna James Magnussen Cameron McEvoy James Roberts Matt Targett* Kenneth To*        | 4 × 100 méteres gyorsváltó   | 3:13.04   | 3 Q       |                   |                   | 3:11.58           | 4                 |
| Alexander Graham Jarrod Killey Ned McKendry David McKeon                                        | 4 × 200 méteres gyorsváltó   | 7:13.52   | 9         |                   |                   | Nem jutott tovább | Nem jutott tovább |
| Tommaso D’Orsogna Ashley Delaney James Magnussen Cameron McEvoy* Christian Sprenger Kenneth To* | 4 × 100 méteres vegyes váltó | 3:33.64   | =2 Q      |                   |                   | 3:31.64           | Ezüstérem         |

Női
| Versenyző(k)                                                                             | Verseny                      | Selejtező | Selejtező | Elődöntő          | Elődöntő          | Döntő             | Döntő             |
| Versenyző(k)                                                                             | Verseny                      | Idő       | Helyezés  | Idő               | Helyezés          | Idő               | Helyezés          |
| ---------------------------------------------------------------------------------------- | ---------------------------- | --------- | --------- | ----------------- | ----------------- | ----------------- | ----------------- |
| Jessica Ashwood                                                                          | 800 méteres gyorsúszás       | 8:27.74   | 10        |                   |                   | Nem jutott tovább | Nem jutott tovább |
| Bronte Barratt                                                                           | 200 méteres gyorsúszás       | 1:57.14   | 7 Q       | 1:57.18           | 12                | Nem jutott tovább | Nem jutott tovább |
| Bronte Barratt                                                                           | 400 méteres gyorsúszás       | 4:09.65   | 13        |                   |                   | Nem jutott tovább | Nem jutott tovább |
| Bronte Campbell                                                                          | 50 méteres gyorsúszás        | 24.65     | 3 Q       | 24.62             | 5 Q               | 24.66             | =5                |
| Bronte Campbell                                                                          | 100 méteres gyorsúszás       | 54.67     | 12 Q      | 54.46             | 11                | Nem jutott tovább | Nem jutott tovább |
| Cate Campbell                                                                            | 50 méteres gyorsúszás        | 24.27     | 1 Q       | 24.19             | 1 Q               | 24.14             | Ezüstérem         |
| Cate Campbell                                                                            | 100 méteres gyorsúszás       | 53.24     | 1 Q       | 53.09             | 2 Q               | 52.34             | Aranyérem         |
| Alicia Coutts                                                                            | 50 méteres pillangóúszás     | 26.56     | 18        | Nem jutott tovább | Nem jutott tovább | Nem jutott tovább | Nem jutott tovább |
| Alicia Coutts                                                                            | 100 méteres pillangóúszás    | 57.56     | 4 Q       | 57.49             | 3 Q               | 56.97             | Ezüstérem         |
| Alicia Coutts                                                                            | 200 méteres vegyesúszás      | 2:11.88   | 7 Q       | 2:10.06           | 3 Q               | 2:09.39           | Ezüstérem         |
| Brittany Elmslie                                                                         | 50 méteres pillangóúszás     | 26.03     | 4 Q       | 26.13             | 9                 | Nem jutott tovább | Nem jutott tovább |
| Brittany Elmslie                                                                         | 100 méteres pillangóúszás    | 58.27     | 8 Q       | 58.56             | 10                | Nem jutott tovább | Nem jutott tovább |
| Sally Foster                                                                             | 100 méteres mellúszás        | 1:07.59   | 9 Q       | 1:08.04           | 12                | Nem jutott tovább | Nem jutott tovább |
| Sally Foster                                                                             | 200 méteres mellúszás        | 2:27.41   | 12 Q      | 2:24.14           | 6 Q               | 2:24.01           | 7                 |
| Chelsea Gubecka                                                                          | 1500 méteres gyorsúszás      | 16:21.82  | 13        |                   |                   | Nem jutott tovább | Nem jutott tovább |
| Belinda Hocking                                                                          | 50 méteres hátúszás          | 28.80     | 21        | Nem jutott tovább | Nem jutott tovább | Nem jutott tovább | Nem jutott tovább |
| Belinda Hocking                                                                          | 100 méteres hátúszás         | 1:00.39   | 9 Q       | 1:00.24           | 8 Q               | 1:00.29           | 8                 |
| Belinda Hocking                                                                          | 200 méteres hátúszás         | 2:07.64   | 2 Q       | 2:08.49           | 4 Q               | 2:06.66           | Ezüstérem         |
| Samantha Marshall                                                                        | 50 méteres mellúszás         | 31.49     | 15 Q      | 31.26             | 11                | Nem jutott tovább | Nem jutott tovább |
| Samantha Marshall                                                                        | 100 méteres mellúszás        | 1:08.33   | 15 Q      | 1:08.31           | 15                | Nem jutott tovább | Nem jutott tovább |
| Meagan Nay                                                                               | 200 méteres hátúszás         | 2:10.62   | 9 Q       | 2:11.72           | 15                | Nem jutott tovább | Nem jutott tovább |
| Kylie Palmer                                                                             | 200 méteres gyorsúszás       | 1:57.67   | 10 Q      | 1:56.53           | 7 Q               | 1:57.14           | 6                 |
| Kylie Palmer                                                                             | 400 méteres gyorsúszás       | 4:05.01   | 5 Q       |                   |                   | 4:08.13           | 8                 |
| Emily Seebohm                                                                            | 50 méteres hátúszás          | 28.48     | 15 Q      | 28.29             | 12                | Nem jutott tovább | Nem jutott tovább |
| Emily Seebohm                                                                            | 100 méteres hátúszás         | 1:00.02   | 5 Q       | 59.38             | 2 Q               | 59.06             | Ezüstérem         |
| Emily Seebohm                                                                            | 200 méteres vegyesúszás      | 2:11.12   | 3 Q       | 2:10.70           | 6 Q               | Visszalépett      | Visszalépett      |
| Cate Campbell Bronte Campbell Brittany Elmslie* Emma McKeon Alicia Coutts Emily Seebohm* | 4 × 100 méteres gyorsváltó   | 3:36.46   | 2 Q       |                   |                   | 3:32.43 OC        | Ezüstérem         |
| Bronte Barratt Alicia Coutts Brittany Elmslie Ami Matsuo* Emma McKeon* Kylie Palmer      | 4 × 200 méteres gyorsváltó   | 7:52.69   | 2 Q       |                   |                   | 7:47.08           | Ezüstérem         |
| Cate Campbell Alicia Coutts Sally Foster Emma McKeon* Samantha Marshall* Emily Seebohm   | 4 × 100 méteres vegyes váltó | 3:58.73   | 2 Q       |                   |                   | 3:55.22           | Ezüstérem         |

## Szinkronúszás
| Versenyzők                  | Verseny              | Selejtező | Selejtező | Döntő               | Döntő               |
| Versenyzők                  | Verseny              | Pont      | Helyezés  | Pont                | Helyezés            |
| --------------------------- | -------------------- | --------- | --------- | ------------------- | ------------------- |
| Olia Burtaev Bianca Hammett | Páros szabad program | 70.180    | 30        | Nem jutottak tovább | Nem jutottak tovább |
| Olia Burtaev Bianca Hammett | Páros rövid program  | 71.700    | 22        | Nem jutottak tovább | Nem jutottak tovább |

Tartalékok
- Amie Thompson
- Jade Haynes-Love

## Vízilabda

### Férfi

#### C csoport
| Csapat       | M | Gy | D | V | G+ | G- | Gk  | P |
| ------------ | - | -- | - | - | -- | -- | --- | - |
| Szerbia      | 3 | 3  | 0 | 0 | 39 | 26 | +13 | 6 |
| Magyarország | 3 | 1  | 1 | 1 | 32 | 27 | +5  | 3 |
| Ausztrália   | 3 | 1  | 1 | 1 | 25 | 26 | −1  | 3 |
| Kína         | 3 | 0  | 0 | 3 | 21 | 39 | −18 | 0 |

| 2013. július 22. 13:30 | Szerbia                | 10–7        | Ausztrália    | Piscines Bernat Picornell, Barcelona Nézőszám: 300 Játékvezetők: Borrell (ESP), Sztavridisz (GRE) |
| 2013. július 22. 13:30 | (4–3, 2–0, 1–2, 3–2)   |             |               | Piscines Bernat Picornell, Barcelona Nézőszám: 300 Játékvezetők: Borrell (ESP), Sztavridisz (GRE) |
| 2013. július 22. 13:30 | Udovičić, Pijetlović 3 | Jegyzőkönyv | hét játékos 1 | Piscines Bernat Picornell, Barcelona Nézőszám: 300 Játékvezetők: Borrell (ESP), Sztavridisz (GRE) |

| 2013. július 24. 12:10 | Kína                 | 7–9         | Ausztrália | Piscines Bernat Picornell, Barcelona Nézőszám: 455 Játékvezetők: Naumov (RUS), Abramović (MNE) |
| 2013. július 24. 12:10 | (1–4, 1–2, 1–2, 4–1) |             |            | Piscines Bernat Picornell, Barcelona Nézőszám: 455 Játékvezetők: Naumov (RUS), Abramović (MNE) |
| 2013. július 24. 12:10 | Zhang Jian 2         | Jegyzőkönyv | Howden 3   | Piscines Bernat Picornell, Barcelona Nézőszám: 455 Játékvezetők: Naumov (RUS), Abramović (MNE) |

| 2013. július 26. 10:50 | Magyarország         | 9–9         | Ausztrália | Piscines Bernat Picornell, Barcelona Nézőszám: 1100 Játékvezetők: Margeta (SLO), Stavridis (GRE) |
| 2013. július 26. 10:50 | (3–3, 1–1, 3–3, 2–2) |             |            | Piscines Bernat Picornell, Barcelona Nézőszám: 1100 Játékvezetők: Margeta (SLO), Stavridis (GRE) |
| 2013. július 26. 10:50 | Vámos 3              | Jegyzőkönyv | Campbell 5 | Piscines Bernat Picornell, Barcelona Nézőszám: 1100 Játékvezetők: Margeta (SLO), Stavridis (GRE) |

#### Nyolcaddöntő
| 2013. július 28. 21:30 | Németország          | 4–8         | Ausztrália      | Piscines Bernat Picornell, Barcelona Nézőszám: 900 Játékvezetők: Borrell (ESP), Bianchi (ITA) |
| 2013. július 28. 21:30 | (0–2, 2–2, 0–1, 2–3) |             |                 | Piscines Bernat Picornell, Barcelona Nézőszám: 900 Játékvezetők: Borrell (ESP), Bianchi (ITA) |
| 2013. július 28. 21:30 | Nossek 2             | Jegyzőkönyv | három játékos 2 | Piscines Bernat Picornell, Barcelona Nézőszám: 900 Játékvezetők: Borrell (ESP), Bianchi (ITA) |

#### Negyeddöntők
| 2013. július 30. 17:00 | Horvátország                   | 7–6 (h. u.) | Ausztrália | Piscines Bernat Picornell, Barcelona Nézőszám: 800 Játékvezetők: Borrell (ESP), Bianchi (ITA) |
| 2013. július 30. 17:00 | (1–1, 1–1, 0–1, 3–2, 1–1, 1–0) |             |            | Piscines Bernat Picornell, Barcelona Nézőszám: 800 Játékvezetők: Borrell (ESP), Bianchi (ITA) |
| 2013. július 30. 17:00 | Joković 2                      | Jegyzőkönyv | Miller 2   | Piscines Bernat Picornell, Barcelona Nézőszám: 800 Játékvezetők: Borrell (ESP), Bianchi (ITA) |

#### Az 5–8. helyért
| 2013. augusztus 1. 15:30 | Görögország             | 11–9        | Ausztrália | Piscines Bernat Picornell, Barcelona Nézőszám: 600 Játékvezetők: Golijanin (SRB), Bianchi (ITA) |
| 2013. augusztus 1. 15:30 | (3–1, 4–3, 2–4, 2–1)    |             |            | Piscines Bernat Picornell, Barcelona Nézőszám: 600 Játékvezetők: Golijanin (SRB), Bianchi (ITA) |
| 2013. augusztus 1. 15:30 | Delakász, Vlahópulosz 3 | Jegyzőkönyv | Younger 3  | Piscines Bernat Picornell, Barcelona Nézőszám: 600 Játékvezetők: Golijanin (SRB), Bianchi (ITA) |

#### A 7. helyért
| 2013. augusztus 3. 15:00 | Ausztrália           | 7–13        | Szerbia     | Piscines Bernat Picornell, Barcelona Nézőszám: 500 Játékvezetők: Peris (CRO), Moller (ARG) |
| 2013. augusztus 3. 15:00 | (2–3, 2–2, 2–4, 1–4) |             |             | Piscines Bernat Picornell, Barcelona Nézőszám: 500 Játékvezetők: Peris (CRO), Moller (ARG) |
| 2013. augusztus 3. 15:00 | Swift, Howden 2      | Jegyzőkönyv | Filipović 5 | Piscines Bernat Picornell, Barcelona Nézőszám: 500 Játékvezetők: Peris (CRO), Moller (ARG) |

### Női
Csapattagok
- Lea Barta
- Jayde Appel
- Hannah Buckling
- Holly Lincoln-Smith
- Isobel Bishop
- Bronwen Knox
- Rowena Webster
- Glencora Ralph
- Zoe Arancini
- Ashleigh Southern
- Keesja Gofers
- Nicola Zagame
- Kelsey Wakefield

#### B csoport
| Csapat                  | M | Gy | D | V | G+ | G- | Gk  | P |
| ----------------------- | - | -- | - | - | -- | -- | --- | - |
| Ausztrália              | 3 | 3  | 0 | 0 | 45 | 10 | +35 | 6 |
| Kína                    | 3 | 2  | 0 | 1 | 35 | 21 | +14 | 4 |
| Új-Zéland               | 3 | 1  | 0 | 2 | 22 | 35 | −13 | 2 |
| Dél-afrikai Köztársaság | 3 | 0  | 0 | 3 | 10 | 46 | −36 | 0 |

| 2013. július 21. 10:50 | Ausztrália           | 15–4        | Új-Zéland | Piscines Bernat Picornell, Barcelona Nézőszám: 320 Játékvezetők: Vogel (HUN), Cardenuto (BRA) |
| 2013. július 21. 10:50 | (3–1, 4–2, 4–0, 4–1) |             |           | Piscines Bernat Picornell, Barcelona Nézőszám: 320 Játékvezetők: Vogel (HUN), Cardenuto (BRA) |
| 2013. július 21. 10:50 | Webster 4            | Jegyzőkönyv | Mason 2   | Piscines Bernat Picornell, Barcelona Nézőszám: 320 Játékvezetők: Vogel (HUN), Cardenuto (BRA) |

| 2013. július 23. 10:50 | Ausztrália           | 14–5        | Kína       | Piscines Bernat Picornell, Barcelona Nézőszám: 400 Játékvezetők: Bianchi (ITA), Bender (GER) |
| 2013. július 23. 10:50 | (1–3, 3–2, 6–0, 4–0) |             |            | Piscines Bernat Picornell, Barcelona Nézőszám: 400 Játékvezetők: Bianchi (ITA), Bender (GER) |
| 2013. július 23. 10:50 | McGhie 3             | Jegyzőkönyv | Liu Ping 2 | Piscines Bernat Picornell, Barcelona Nézőszám: 400 Játékvezetők: Bianchi (ITA), Bender (GER) |

| 2013. július 25. 18:50 | Ausztrália               | 16–1        | Dél-afrikai Köztársaság | Piscines Bernat Picornell, Barcelona Nézőszám: 200 Játékvezetők: Makita (JPN), Balfanbajev (KAZ) |
| 2013. július 25. 18:50 | (4–0, 5–1, 5–0, 2–0)     |             |                         | Piscines Bernat Picornell, Barcelona Nézőszám: 200 Játékvezetők: Makita (JPN), Balfanbajev (KAZ) |
| 2013. július 25. 18:50 | Lincoln-Smith, Webster 3 | Jegyzőkönyv | White 1                 | Piscines Bernat Picornell, Barcelona Nézőszám: 200 Játékvezetők: Makita (JPN), Balfanbajev (KAZ) |

#### Nyolcaddöntő
| 2013. július 27. 10:50 | Ausztrália           | 25–2        | Üzbegisztán | Piscines Bernat Picornell, Barcelona Nézőszám: 100 Játékvezetők: Moller (ARG), Littlejohn (GBR) |
| 2013. július 27. 10:50 | (6–0, 5–1, 5–1, 9–0) |             |             | Piscines Bernat Picornell, Barcelona Nézőszám: 100 Játékvezetők: Moller (ARG), Littlejohn (GBR) |
| 2013. július 27. 10:50 | Buckling 6           | Jegyzőkönyv | Sarancha 2  | Piscines Bernat Picornell, Barcelona Nézőszám: 100 Játékvezetők: Moller (ARG), Littlejohn (GBR) |

#### Negyeddöntő
| 2013. július 29. 17:00 | Ausztrália           | 9–5         | Görögország          | Piscines Bernat Picornell, Barcelona Nézőszám: 500 Játékvezetők: Margeta (SLO), Alexandrescu (ROU) |
| 2013. július 29. 17:00 | (3–1, 1–1, 2–2, 3–1) |             |                      | Piscines Bernat Picornell, Barcelona Nézőszám: 500 Játékvezetők: Margeta (SLO), Alexandrescu (ROU) |
| 2013. július 29. 17:00 | négy játékos 2       | Jegyzőkönyv | Avramídu, Rumbészi 2 | Piscines Bernat Picornell, Barcelona Nézőszám: 500 Játékvezetők: Margeta (SLO), Alexandrescu (ROU) |

#### Elődöntő
| 2013. július 31. 20:15 | Oroszország          | 6–9         | Ausztrália | Piscines Bernat Picornell, Barcelona Nézőszám: 2200 Játékvezetők: Margeta (SLO), Bianchi (ITA) |
| 2013. július 31. 20:15 | (2–1, 1–3, 1–2, 2–3) |             |            | Piscines Bernat Picornell, Barcelona Nézőszám: 2200 Játékvezetők: Margeta (SLO), Bianchi (ITA) |
| 2013. július 31. 20:15 | Ivanova 2            | Jegyzőkönyv | Zagame 3   | Piscines Bernat Picornell, Barcelona Nézőszám: 2200 Játékvezetők: Margeta (SLO), Bianchi (ITA) |

#### Döntő
| 2013. augusztus 2. 22:15 | Ausztrália           | 6–8         | Spanyolország   | Piscines Bernat Picornell, Barcelona Nézőszám: 4500 Játékvezetők: Koryzna (POL), Bender (GER) |
| 2013. augusztus 2. 22:15 | (1–2, 2–3, 1–1, 2–2) |             |                 | Piscines Bernat Picornell, Barcelona Nézőszám: 4500 Játékvezetők: Koryzna (POL), Bender (GER) |
| 2013. augusztus 2. 22:15 | hat játékos 1        | Jegyzőkönyv | három játékos 2 | Piscines Bernat Picornell, Barcelona Nézőszám: 4500 Játékvezetők: Koryzna (POL), Bender (GER) |

| Csapat     | Helyezés  |
| ---------- | --------- |
| Ausztrália | Ezüstérem |